# Andreas Hindenberg

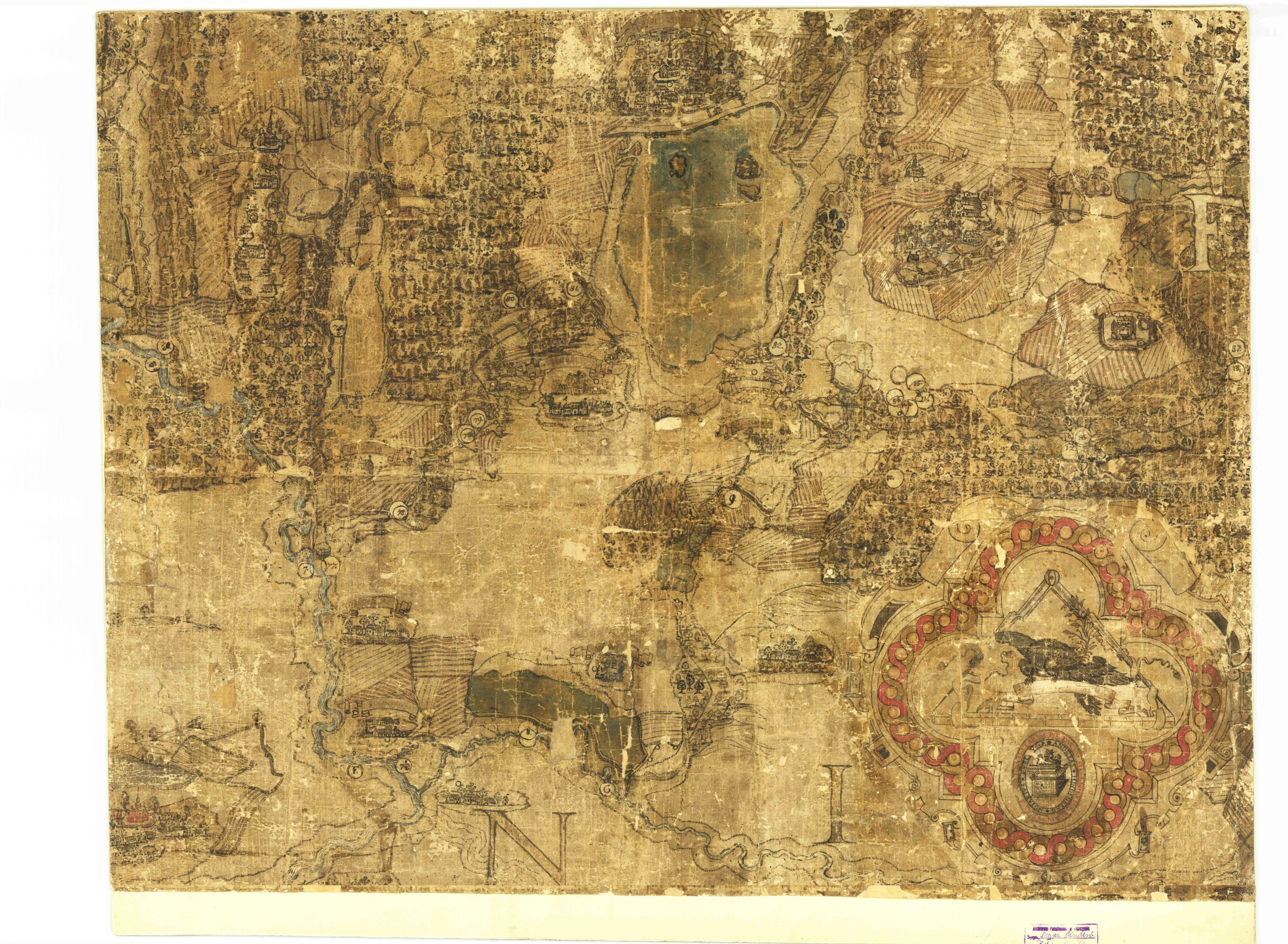
Mapa Andreasa Hindenberga z 1636 r. Zbiory Archiwum Państwowego w Katowicach.

Andreas Hindenberg (XVI-XVII w.) – górnośląski kartograf, twórca najstarszej mapy regionu pszczyńskiego z 1636.
Był autorem Ichnoorthographia Plesniaca, powstałej na zamówienie panującej w księstwie pszczyńskim rodziny Promnitzów wielkoskalowej mapy gospodarczej ich dóbr (skala 1 : 18 728). Na mapie tej widnieje pierwszy znany widok zamku w Pszczynie. Przechowywana była w Muzeum Zamkowym w Pszczynie.Obecnie przechowywana jest w Archiwum Państwowym w Katowicach.